# Steph Houghton
Stephanie Jayne Houghton Darby, detta Steph, (Durham, 23 aprile 1988) è un'ex calciatrice inglese, di ruolo difensore.

## Biografia
Nel dicembre del 2015, è stata insignita del titolo di Membro dell'Ordine dell'Impero Britannico, avendo contribuito allo sviluppo e all'aumento della popolarità del movimento calcistico femminile.
Nel 2017, è stata inclusa dalla BBC nella lista delle "100 donne dell'anno".
Dal 2018, è sposata con l'ex calciatore professionista Stephen Darby (nato nel 1988), che nel settembre dello stesso anno è stato costretto al ritiro in seguito a una diagnosi di sclerosi laterale amiotrofica.
Nel marzo del 2023, ha ricevuto a titolo onorario le Chiavi della città di Sunderland (nella cui squadra ha iniziato la propria carriera calcistica), insieme a Gary Bennett e Jill Scott.

## Carriera

### Club
Houghton inizia la sua carriera con il Sunderland, giocando inizialmente nelle formazioni giovanili della società dell'omonima città inglese, quindi per cinque stagioni nella formazione titolare. In questo periodo contribuisce a far conquistare al Sunderland la promozione dalla Northern Division nel 2005-06 e vince il FA Young Player of the Year Award nel 2006-07. Al suo primo anno in National Division la squadra non riesce a evitare la retrocessione ed al termine del campionato Houghton decide di lasciare la società.
Nell'estate 2007 Houghton sottoscrive un contratto con il Leeds United, dove rimane tre stagioni e nel 2010 contribuisce a conquistare la FA Women's Premier League Cup, per firmare con l'Arsenal nell'agosto di quell'anno. Nell'aprile del 2012 Houghton è stata nominata come uno degli otto ambasciatori media digitali, uno per ogni squadra, che portano il nome del loro account Twitter sulle maniche della loro maglia, per elevare il profilo del WSL. Con l'Arsenal rimane quattro stagioni.
Nell'estate 2014 formalizza un accordo con il Manchester City.
Nel marzo del 2024, Houghton ha annunciato ufficialmente il proprio ritiro dal calcio giocato al termine della stagione 2023-2024; quindi, ha giocato la sua ultima partita il 18 maggio seguente, nel successo per 2-1 in campionato sull'Aston Villa.

### Nazionale
Houghton è stata una calciatrice della nazionale di calcio femminile dell'Inghilterra dell' U16, U20, U19, U21 e U23. Lei è stata convocata in prima squadra nella partita contro la Germania il 25 ottobre 2006, quando Katie Chapman si ritirò. Rimase in panchina nella sconfitta per 5-1 a Aalen. Houghton ha fatto il suo debutto nella partita successiva, sostituendo Emily Westwood dopo 73 minuti nella vittoria per 6-0 contro la Russia a Milton Keynes l'8 marzo 2007. Parte nella formazione in campo dall'inizio per la prima volta tre giorni dopo, nella vittoria per 1-0 contro la Scozia all'Adams Park.
Esclusa dalla rosa della squadra che ha partecipato al Mondiale di Cina 2007 per un infortunio ad una gamba, è costretta a rinunciare anche all'Europeo di Finlandia 2009 per la lesione del legamento crociato.
Nel frattempo, grazie a non aver superato i termini d'età per il torneo, pur non avendo partecipato alle fasi finali dell'Europeo di Bielorussia 2008 dove la formazione Under-19 si laurea campione d'Europa della categoria, trova spazio nella nazionale Under-20 chiamata a partecipare ai mondiali di Cile 2008. Mo Marley impiega Houghton in tutte le quattro partite disputate nel torneo fino alla sconfitta da parte delle avversarie degli Stati Uniti che le eliminano ai quarti di finale.
Nel maggio 2009, Houghton è stata una delle prime 17 giocatrici di sesso femminile ad avere contratti da parte della Football Association.
Superate le difficoltà fisiche viene convocata dal tecnico Hope Powell per le qualificazioni al Mondiale di Germania 2011, contribuendo all'accesso dell'Inghilterra alla fase finale. Iscritta al gruppo B con Giappone, Messico e Nuova Zelanda, la squadra supera senza subire sconfitte la fase a gironi ma viene eliminata ai tiri di rigore dalla Francia ai quarti di finale. Nel torneo Powell la impiega solo in quest'ultima quando, sul vantaggio di 1-0, assieme a Claire Rafferty rilevano all'81' le compagne Alex Scott e Rachel Unitt nel tentativo di dare maggiore incisività in attacco e chiudere così la partita, favorendo il ritorno delle francesi che con Élise Bussaglia siglano all'88' la rete del pareggio.
In occasione del torneo di calcio femminile delle Olimpiadi di Londra 2012 Powell la inserisce nella rosa della nazionale britannica Houghton viene impiegata in tutte le quattro partite disputate dalla sua nazionale prima della sua eliminazioni ai quarti di finale ad opera del Canada. Durante il torneo si rivela la maggior realizzatrice della squadra siglando tre reti alle tre avversarie del gruppo E, Brasile, Camerun e Nuova Zelanda.
In seguito viene impiegata con maggiore frequenza, nelle qualificazioni all'Europeo di Svezia 2013. Inserita nel gruppo 6 l'Inghilterra conquista il primo posto senza subire sconfitte e accede alla fase finale anche grazie alle tre reti siglate da Houghton, quella del parziale 3-0 sulla Slovenia del 22 settembre 2011, incontro poi terminato 4-0, e la doppietta finale che fissa il risultato sul 6-0 con le avversarie della Croazia. Nella fase finale deve però condividere l'esclusione dal torneo alla fase a gironi.
Chiamata al Mondiale di Canada 2015 condivide con le compagne la conquista del terzo posto, il miglior risultato della nazionale inglese in un campionato mondiale.

## Statistiche

### Cronologia presenze e reti in nazionale
| Cronologia completa delle presenze e delle reti in nazionale ― Inghilterra | Cronologia completa delle presenze e delle reti in nazionale ― Inghilterra | Cronologia completa delle presenze e delle reti in nazionale ― Inghilterra | Cronologia completa delle presenze e delle reti in nazionale ― Inghilterra | Cronologia completa delle presenze e delle reti in nazionale ― Inghilterra | Cronologia completa delle presenze e delle reti in nazionale ― Inghilterra | Cronologia completa delle presenze e delle reti in nazionale ― Inghilterra | Cronologia completa delle presenze e delle reti in nazionale ― Inghilterra |
| Data                                                                       | Città                                                                      | In casa                                                                    | Risultato                                                                  | Ospiti                                                                     | Competizione                                                               | Reti                                                                       | Note                                                                       |
| -------------------------------------------------------------------------- | -------------------------------------------------------------------------- | -------------------------------------------------------------------------- | -------------------------------------------------------------------------- | -------------------------------------------------------------------------- | -------------------------------------------------------------------------- | -------------------------------------------------------------------------- | -------------------------------------------------------------------------- |
| 7-3-2007                                                                   | Milton Keynes                                                              | Inghilterra                                                                | 6 – 0                                                                      | Russia                                                                     | Amichevole                                                                 | -                                                                          | 73’                                                                        |
| 11-3-2007                                                                  | Wycombe                                                                    | Inghilterra                                                                | 1 – 0                                                                      | Scozia                                                                     | Amichevole                                                                 | -                                                                          |                                                                            |
| 14-3-2007                                                                  | Swindon                                                                    | Inghilterra                                                                | 0 – 1                                                                      | Paesi Bassi                                                                | Amichevole                                                                 | -                                                                          | 79’                                                                        |
| 13-5-2007                                                                  | Gillingham                                                                 | Inghilterra                                                                | 4 – 0                                                                      | Irlanda del Nord                                                           | Qual. Euro 2009                                                            | -                                                                          | 78’                                                                        |
| 5-3-2009                                                                   | Nicosia                                                                    | Sudafrica                                                                  | 0 – 6                                                                      | Inghilterra                                                                | Cyprus Cup 2009                                                            | 1                                                                          |                                                                            |
| 7-3-2009                                                                   | Paralimni                                                                  | Inghilterra                                                                | 2 – 2                                                                      | Francia                                                                    | Cyprus Cup 2009                                                            | -                                                                          |                                                                            |
| 21-8-2010                                                                  | Krems an der Donau                                                         | Austria                                                                    | 0 – 4                                                                      | Inghilterra                                                                | Qual. Mondiali 2011                                                        | -                                                                          | 60’                                                                        |
| 19-10-2010                                                                 | Suwon                                                                      | Corea del Sud                                                              | 0 – 0                                                                      | Inghilterra                                                                | Coppa della Regina della Pace 2010                                         | -                                                                          |                                                                            |
| 2-3-2011                                                                   | Larnaca                                                                    | Inghilterra                                                                | 2 – 0                                                                      | Italia                                                                     | Cyprus Cup 2011                                                            | -                                                                          |                                                                            |
| 7-3-2011                                                                   | Nicosia                                                                    | Inghilterra                                                                | 0 – 2                                                                      | Canada                                                                     | Cyprus Cup 2011                                                            | -                                                                          |                                                                            |
| 9-3-2011                                                                   | Nicosia                                                                    | Inghilterra                                                                | 2 – 0                                                                      | Corea del Sud                                                              | Cyprus Cup 2011 - Finale 5º posto                                          | -                                                                          | ?’                                                                         |
| 17-5-2011                                                                  | Oxford                                                                     | Inghilterra                                                                | 2 – 0                                                                      | Svezia                                                                     | Amichevole                                                                 | -                                                                          | 46’                                                                        |
| 9-7-2011                                                                   | Leverkusen                                                                 | Inghilterra                                                                | 1 – 1 dts (3 - 4 dtr)                                                      | Francia                                                                    | Mondiali 2011 - Quarti di finale                                           | -                                                                          | 81’                                                                        |
| 22-9-2011                                                                  | Swindon                                                                    | Inghilterra                                                                | 4 – 0                                                                      | Slovenia                                                                   | Qual. Euro 2013                                                            | 1                                                                          |                                                                            |
| 27-10-2011                                                                 | Zwolle                                                                     | Paesi Bassi                                                                | 0 – 0                                                                      | Inghilterra                                                                | Qual. Euro 2013                                                            | -                                                                          | 46’                                                                        |
| 23-11-2011                                                                 | Swindon                                                                    | Inghilterra                                                                | 2 – 0                                                                      | Serbia                                                                     | Qual. Euro 2013                                                            | -                                                                          | 77’                                                                        |
| 28-2-2012                                                                  | Nicosia                                                                    | Inghilterra                                                                | 3 – 1                                                                      | Finlandia                                                                  | Cyprus Cup 2012                                                            | -                                                                          |                                                                            |
| 1-3-2012                                                                   | Nicosia                                                                    | Inghilterra                                                                | 1 – 0                                                                      | Svizzera                                                                   | Cyprus Cup 2012                                                            | -                                                                          | ?’                                                                         |
| 4-3-2012                                                                   | Paralimni                                                                  | Inghilterra                                                                | 0 – 3                                                                      | Francia                                                                    | Cyprus Cup 2012                                                            | -                                                                          |                                                                            |
| 6-3-2012                                                                   | Nicosia                                                                    | Inghilterra                                                                | 1 – 3                                                                      | Italia                                                                     | Cyprus Cup 2012 - Finale 3º posto                                          | -                                                                          | ?’                                                                         |
| 31-3-2012                                                                  | Vrbovec                                                                    | Croazia                                                                    | 0 – 6                                                                      | Inghilterra                                                                | Qual. Euro 2013                                                            | 2                                                                          | 70’                                                                        |
| 17-6-2012                                                                  | Manchester                                                                 | Inghilterra                                                                | 1 – 0                                                                      | Paesi Bassi                                                                | Qual. Euro 2013                                                            | -                                                                          |                                                                            |
| 21-6-2012                                                                  | Velenje                                                                    | Slovenia                                                                   | 0 – 4                                                                      | Inghilterra                                                                | Qual. Euro 2013                                                            | -                                                                          | 61’                                                                        |
| 19-9-2012                                                                  | Walsall                                                                    | Inghilterra                                                                | 3 – 0                                                                      | Croazia                                                                    | Qual. Euro 2013                                                            | -                                                                          |                                                                            |
| 20-10-2012                                                                 | Parigi                                                                     | Francia                                                                    | 2 – 2                                                                      | Inghilterra                                                                | Amichevole                                                                 | 1                                                                          |                                                                            |
| 6-3-2013                                                                   | Nicosia                                                                    | Inghilterra                                                                | 4 – 2                                                                      | Italia                                                                     | Cyprus Cup 2013                                                            | 1                                                                          |                                                                            |
| 8-3-2013                                                                   | Larnaca                                                                    | Inghilterra                                                                | 4 – 4                                                                      | Scozia                                                                     | Cyprus Cup 2013                                                            | -                                                                          |                                                                            |
| 11-3-2013                                                                  | Larnaca                                                                    | Inghilterra                                                                | 3 – 1                                                                      | Nuova Zelanda                                                              | Cyprus Cup 2013                                                            | -                                                                          | ?’                                                                         |
| 13-3-2013                                                                  | Nicosia                                                                    | Inghilterra                                                                | 1 – 0                                                                      | Canada                                                                     | Cyprus Cup 2013 - Finale                                                   | -                                                                          | ?’                                                                         |
| 7-4-2013                                                                   | Rotherham                                                                  | Inghilterra                                                                | 1 – 0                                                                      | Canada                                                                     | Amichevole                                                                 | -                                                                          |                                                                            |
| 4-7-2013                                                                   | Ljungskile                                                                 | Svezia                                                                     | 4 – 1                                                                      | Inghilterra                                                                | Amichevole                                                                 | -                                                                          | 47’                                                                        |
| 12-7-2013                                                                  | Linköping                                                                  | Inghilterra                                                                | 2 – 3                                                                      | Spagna                                                                     | Euro 2013 - Fase a gironi                                                  | -                                                                          |                                                                            |
| 15-7-2013                                                                  | Linköping                                                                  | Inghilterra                                                                | 1 – 1                                                                      | Russia                                                                     | Euro 2013 - Fase a gironi                                                  | -                                                                          | 64’                                                                        |
| 18-7-2013                                                                  | Linköping                                                                  | Francia                                                                    | 3 – 0                                                                      | Inghilterra                                                                | Euro 2013 - Fase a gironi                                                  | -                                                                          |                                                                            |
| 26-9-2013                                                                  | Portsmouth                                                                 | Inghilterra                                                                | 8 – 0                                                                      | Turchia                                                                    | Qual. Mondiali 2015                                                        | -                                                                          | 76’                                                                        |
| 26-10-2013                                                                 | Londra                                                                     | Inghilterra                                                                | 2 – 0                                                                      | Galles                                                                     | Qual. Mondiali 2015                                                        | -                                                                          |                                                                            |
| 17-1-2014                                                                  | La Manga del Mar Menor                                                     | Inghilterra                                                                | 1 – 1                                                                      | Norvegia                                                                   | Amichevole                                                                 | -                                                                          |                                                                            |
| 5-3-2014                                                                   | Larnaca                                                                    | Inghilterra                                                                | 2 – 0                                                                      | Italia                                                                     | Cyprus Cup 2014                                                            | -                                                                          |                                                                            |
| 10-3-2014                                                                  | Nicosia                                                                    | Inghilterra                                                                | 2 – 0                                                                      | Canada                                                                     | Cyprus Cup 2014                                                            | -                                                                          |                                                                            |
| 12-3-2014                                                                  | Nicosia                                                                    | Inghilterra                                                                | 0 – 2                                                                      | Francia                                                                    | Cyprus Cup 2014 - Finale                                                   | -                                                                          |                                                                            |
| 5-4-2014                                                                   | Brighton & Hove                                                            | Inghilterra                                                                | 9 – 0                                                                      | Montenegro                                                                 | Qual. Mondiali 2015                                                        | -                                                                          |                                                                            |
| 8-5-2014                                                                   | Shrewsbury                                                                 | Inghilterra                                                                | 4 – 0                                                                      | Ucraina                                                                    | Qual. Mondiali 2015                                                        | -                                                                          |                                                                            |
| 14-6-2014                                                                  | Minsk                                                                      | Bielorussia                                                                | 0 – 3                                                                      | Inghilterra                                                                | Qual. Mondiali 2015                                                        | 1                                                                          |                                                                            |
| 19-6-2014                                                                  | Leopoli                                                                    | Ucraina                                                                    | 1 – 2                                                                      | Inghilterra                                                                | Qual. Mondiali 2015                                                        | -                                                                          |                                                                            |
| 3-8-2014                                                                   | Hartlepool                                                                 | Inghilterra                                                                | 4 – 0                                                                      | Svezia                                                                     | Amichevole                                                                 | -                                                                          |                                                                            |
| 21-8-2014                                                                  | Cardiff                                                                    | Galles                                                                     | 0 – 4                                                                      | Inghilterra                                                                | Qual. Mondiali 2015                                                        | -                                                                          |                                                                            |
| 23-11-2014                                                                 | Londra                                                                     | Inghilterra                                                                | 0 – 3                                                                      | Germania                                                                   | Amichevole                                                                 | -                                                                          |                                                                            |
| 13-2-2015                                                                  | Milton Keynes                                                              | Inghilterra                                                                | 0 – 1                                                                      | Stati Uniti                                                                | Amichevole                                                                 | -                                                                          |                                                                            |
| 6-3-2015                                                                   | Nicosia                                                                    | Australia                                                                  | 0 – 3                                                                      | Inghilterra                                                                | Cyprus Cup 2015                                                            | -                                                                          | 90’                                                                        |
| 9-6-2015                                                                   | Moncton                                                                    | Francia                                                                    | 1 – 0                                                                      | Inghilterra                                                                | Mondiali 2015 - Fase a gironi                                              | -                                                                          |                                                                            |
| 13-6-2015                                                                  | Moncton                                                                    | Inghilterra                                                                | 2 – 1                                                                      | Messico                                                                    | Mondiali 2015 - Fase a gironi                                              | -                                                                          |                                                                            |
| 17-6-2015                                                                  | Montréal                                                                   | Inghilterra                                                                | 2 – 1                                                                      | Colombia                                                                   | Mondiali 2015 - Fase a gironi                                              | -                                                                          |                                                                            |
| 22-6-2015                                                                  | Ottawa                                                                     | Norvegia                                                                   | 1 – 2                                                                      | Inghilterra                                                                | Mondiali 2015 - Ottavi di finale                                           | 1                                                                          |                                                                            |
| 28-6-2015                                                                  | Le Havre                                                                   | Inghilterra                                                                | 2 – 1                                                                      | Canada                                                                     | Mondiali 2015 - Quarti di finale                                           | -                                                                          |                                                                            |
| 2-7-2015                                                                   | Edmonton                                                                   | Giappone                                                                   | 2 – 1                                                                      | Inghilterra                                                                | Mondiali 2015 - Semifinali                                                 | -                                                                          |                                                                            |
| 4-7-2015                                                                   | Edmonton                                                                   | Germania                                                                   | 0 – 1 dts                                                                  | Inghilterra                                                                | Mondiali 2015 - Finale terzo posto                                         | -                                                                          |                                                                            |
| 21-9-2015                                                                  | Tallinn                                                                    | Estonia                                                                    | 0 – 8                                                                      | Inghilterra                                                                | Qual. Euro 2017                                                            | -                                                                          |                                                                            |
| 23-10-2015                                                                 | Chongqing                                                                  | Cina                                                                       | 2 – 1                                                                      | Inghilterra                                                                | Dewellbon Cup                                                              | -                                                                          |                                                                            |
| 27-10-2015                                                                 | Chongqing                                                                  | Inghilterra                                                                | 1 – 0                                                                      | Australia                                                                  | Dewellbon Cup                                                              | -                                                                          |                                                                            |
| 26-11-2015                                                                 | Duisburg                                                                   | Germania                                                                   | 0 – 0                                                                      | Inghilterra                                                                | Amichevole                                                                 | -                                                                          | 19’                                                                        |
| 29-11-2015                                                                 | Bristol                                                                    | Inghilterra                                                                | 1 – 0                                                                      | Bosnia ed Erzegovina                                                       | Qual. Euro 2017                                                            | -                                                                          | 64’                                                                        |
| 4-3-2016                                                                   | Tampa                                                                      | Stati Uniti                                                                | 1 – 0                                                                      | Inghilterra                                                                | SheBelieves Cup 2016                                                       | -                                                                          |                                                                            |
| 6-3-2016                                                                   | Nashville                                                                  | Germania                                                                   | 2 – 1                                                                      | Inghilterra                                                                | SheBelieves Cup 2016                                                       | -                                                                          |                                                                            |
| 9-3-2016                                                                   | Boca Raton                                                                 | Francia                                                                    | 0 – 0                                                                      | Inghilterra                                                                | SheBelieves Cup 2016                                                       | -                                                                          |                                                                            |
| 8-4-2016                                                                   | Rotherham                                                                  | Inghilterra                                                                | 1 – 1                                                                      | Belgio                                                                     | Qual. Euro 2017                                                            | -                                                                          |                                                                            |
| 12-4-2016                                                                  | Zenica                                                                     | Bosnia ed Erzegovina                                                       | 0 – 1                                                                      | Inghilterra                                                                | Qual. Euro 2017                                                            | -                                                                          |                                                                            |
| 4-6-2016                                                                   | Wycombe                                                                    | Inghilterra                                                                | 7 – 0                                                                      | Serbia                                                                     | Qual. Euro 2017                                                            | -                                                                          |                                                                            |
| 7-6-2016                                                                   | Stara Pazova                                                               | Serbia                                                                     | 0 – 7                                                                      | Inghilterra                                                                | Qual. Euro 2017                                                            | -                                                                          |                                                                            |
| 15-9-2016                                                                  | Nottingham                                                                 | Inghilterra                                                                | 5 – 0                                                                      | Estonia                                                                    | Qual. Euro 2017                                                            | -                                                                          |                                                                            |
| 20-9-2016                                                                  | Lovanio                                                                    | Belgio                                                                     | 0 – 2                                                                      | Inghilterra                                                                | Qual. Euro 2017                                                            | -                                                                          |                                                                            |
| 21-10-2016                                                                 | Doncaster                                                                  | Inghilterra                                                                | 0 – 0                                                                      | Francia                                                                    | Amichevole                                                                 | -                                                                          |                                                                            |
| 25-10-2016                                                                 | Guadalajara                                                                | Spagna                                                                     | 1 – 2                                                                      | Inghilterra                                                                | Amichevole                                                                 | 1                                                                          |                                                                            |
| 29-11-2016                                                                 | Tilburg                                                                    | Paesi Bassi                                                                | 0 – 1                                                                      | Inghilterra                                                                | Amichevole                                                                 | -                                                                          |                                                                            |
| 22-1-2017                                                                  | La Manga del Mar Menor                                                     | Inghilterra                                                                | 0 – 1                                                                      | Norvegia                                                                   | Amichevole                                                                 | -                                                                          |                                                                            |
| 1-3-2017                                                                   | Chester                                                                    | Inghilterra                                                                | 1 – 2                                                                      | Francia                                                                    | SheBelieves Cup 2017                                                       | -                                                                          |                                                                            |
| 4-3-2017                                                                   | Harrison                                                                   | Stati Uniti                                                                | 0 – 1                                                                      | Inghilterra                                                                | SheBelieves Cup 2017                                                       | -                                                                          |                                                                            |
| 7-3-2017                                                                   | Washington                                                                 | Germania                                                                   | 1 – 0                                                                      | Inghilterra                                                                | SheBelieves Cup 2017                                                       | -                                                                          |                                                                            |
| 7-4-2017                                                                   | Stoke-on-Trent                                                             | Inghilterra                                                                | 1 – 1                                                                      | Italia                                                                     | Amichevole                                                                 | -                                                                          |                                                                            |
| 10-4-2017                                                                  | Milton Keynes                                                              | Inghilterra                                                                | 3 – 0                                                                      | Austria                                                                    | Amichevole                                                                 | -                                                                          |                                                                            |
| 10-6-2017                                                                  | Bienne                                                                     | Svizzera                                                                   | 0 – 4                                                                      | Inghilterra                                                                | Amichevole                                                                 | -                                                                          | 63’                                                                        |
| 19-7-2017                                                                  | Utrecht                                                                    | Inghilterra                                                                | 6 – 0                                                                      | Scozia                                                                     | Euro 2017 - Fase a gironi                                                  | -                                                                          | 55’                                                                        |
| 23-7-2017                                                                  | Breda                                                                      | Inghilterra                                                                | 2 – 0                                                                      | Spagna                                                                     | Euro 2017 - Fase a gironi                                                  | -                                                                          |                                                                            |
| 30-7-2017                                                                  | Deventer                                                                   | Inghilterra                                                                | 1 – 0                                                                      | Francia                                                                    | Euro 2017 - Quarti di finale                                               | -                                                                          |                                                                            |
| 3-8-2017                                                                   | Enschede                                                                   | Paesi Bassi                                                                | 3 – 0                                                                      | Inghilterra                                                                | Euro 2017 - Quarti di finale                                               | -                                                                          |                                                                            |
| 19-9-2017                                                                  | Birkenhead                                                                 | Inghilterra                                                                | 6 – 0                                                                      | Russia                                                                     | Qual. Mondiali 2019                                                        | -                                                                          |                                                                            |
| 20-10-2017                                                                 | Valenciennes                                                               | Francia                                                                    | 1 – 0                                                                      | Inghilterra                                                                | Amichevole                                                                 | -                                                                          |                                                                            |
| 24-11-2017                                                                 | Walsall                                                                    | Inghilterra                                                                | 4 – 0                                                                      | Bosnia ed Erzegovina                                                       | Qual. Mondiali 2019                                                        | 2                                                                          |                                                                            |
| 28-11-2017                                                                 | Colchester                                                                 | Inghilterra                                                                | 5 – 0                                                                      | Kazakistan                                                                 | Qual. Mondiali 2019                                                        | -                                                                          |                                                                            |
| 6-4-2018                                                                   | Southampton                                                                | Inghilterra                                                                | 0 – 0                                                                      | Galles                                                                     | Qual. Mondiali 2019                                                        | -                                                                          | 25’                                                                        |
| 10-4-2018                                                                  | Zenica                                                                     | Bosnia ed Erzegovina                                                       | 0 – 2                                                                      | Inghilterra                                                                | Qual. Mondiali 2019                                                        | -                                                                          |                                                                            |
| 31-8-2018                                                                  | Newport                                                                    | Galles                                                                     | 0 – 3                                                                      | Inghilterra                                                                | Qual. Mondiali 2019                                                        | -                                                                          |                                                                            |
| 6-10-2018                                                                  | Nottingham                                                                 | Inghilterra                                                                | 1 – 0                                                                      | Brasile                                                                    | Amichevole                                                                 | -                                                                          |                                                                            |
| 9-10-2018                                                                  | Londra                                                                     | Inghilterra                                                                | 1 – 1                                                                      | Australia                                                                  | Amichevole                                                                 | -                                                                          |                                                                            |
| 11-11-2018                                                                 | Rotherham                                                                  | Inghilterra                                                                | 0 – 2                                                                      | Svezia                                                                     | Amichevole                                                                 | -                                                                          |                                                                            |
| 27-2-2019                                                                  | Chester                                                                    | Inghilterra                                                                | 2 – 1                                                                      | Brasile                                                                    | SheBelieves Cup 2019                                                       | -                                                                          |                                                                            |
| 2-3-2019                                                                   | Nashville                                                                  | Stati Uniti                                                                | 2 – 2                                                                      | Inghilterra                                                                | SheBelieves Cup 2019                                                       | 1                                                                          |                                                                            |
| 5-3-2019                                                                   | Tampa                                                                      | Giappone                                                                   | 0 – 3                                                                      | Inghilterra                                                                | SheBelieves Cup 2019                                                       | -                                                                          | 85’                                                                        |
| 5-4-2019                                                                   | Manchester                                                                 | Inghilterra                                                                | 0 – 1                                                                      | Canada                                                                     | Amichevole                                                                 | -                                                                          |                                                                            |
| 1-6-2019                                                                   | Brighton & Hove                                                            | Inghilterra                                                                | 0 – 1                                                                      | Nuova Zelanda                                                              | Amichevole                                                                 | -                                                                          |                                                                            |
| 9-6-2019                                                                   | Nizza                                                                      | Inghilterra                                                                | 2 – 1                                                                      | Scozia                                                                     | Mondiali 2019 - Fase a gironi                                              | -                                                                          |                                                                            |
| 14-6-2019                                                                  | Le Havre                                                                   | Inghilterra                                                                | 1 – 0                                                                      | Argentina                                                                  | Mondiali 2019 - Fase a gironi                                              | -                                                                          |                                                                            |
| 19-6-2019                                                                  | Nizza                                                                      | Giappone                                                                   | 0 – 2                                                                      | Inghilterra                                                                | Mondiali 2019 - Fase a gironi                                              | -                                                                          |                                                                            |
| 23-6-2019                                                                  | Valenciennes                                                               | Inghilterra                                                                | 3 – 0                                                                      | Camerun                                                                    | Mondiali 2019 - Ottavi di finale                                           | 1                                                                          |                                                                            |
| 27-6-2019                                                                  | Le Havre                                                                   | Norvegia                                                                   | 0 – 3                                                                      | Inghilterra                                                                | Mondiali 2019 - Quarti di finale                                           | -                                                                          |                                                                            |
| 2-7-2019                                                                   | Valenciennes                                                               | Inghilterra                                                                | 1 – 2                                                                      | Stati Uniti                                                                | Mondiali 2019 - Semifinali                                                 | -                                                                          |                                                                            |
| 6-7-2019                                                                   | Nizza                                                                      | Inghilterra                                                                | 1 – 2                                                                      | Svezia                                                                     | Mondiali 2019 - Finale terzo posto                                         | -                                                                          |                                                                            |
| 29-8-2019                                                                  | Lovanio                                                                    | Belgio                                                                     | 3 – 3                                                                      | Inghilterra                                                                | Amichevole                                                                 | -                                                                          |                                                                            |
| 3-9-2019                                                                   | Bergen                                                                     | Norvegia                                                                   | 2 – 1                                                                      | Inghilterra                                                                | Amichevole                                                                 | -                                                                          |                                                                            |
| 5-10-2019                                                                  | Middlesbrough                                                              | Inghilterra                                                                | 1 – 2                                                                      | Brasile                                                                    | Amichevole                                                                 | -                                                                          |                                                                            |
| 8-10-2019                                                                  | Setúbal                                                                    | Portogallo                                                                 | 0 – 1                                                                      | Inghilterra                                                                | Amichevole                                                                 | -                                                                          |                                                                            |
| 9-11-2019                                                                  | Londra                                                                     | Inghilterra                                                                | 1 – 2                                                                      | Germania                                                                   | Amichevole                                                                 | -                                                                          |                                                                            |
| 6-3-2020                                                                   | Orlando                                                                    | Stati Uniti                                                                | 2 – 0                                                                      | Inghilterra                                                                | SheBelieves Cup 2020                                                       | -                                                                          |                                                                            |
| 8-3-2020                                                                   | Harrison                                                                   | Giappone                                                                   | 0 – 1                                                                      | Inghilterra                                                                | SheBelieves Cup 2020                                                       | -                                                                          |                                                                            |
| 11-3-2020                                                                  | Frisco                                                                     | Inghilterra                                                                | 0 – 1                                                                      | Spagna                                                                     | SheBelieves Cup 2020                                                       | -                                                                          | 46’                                                                        |
| 23-2-2021                                                                  | Burton-upon-Trent                                                          | Inghilterra                                                                | 6 – 0                                                                      | Irlanda del Nord                                                           | Amichevole                                                                 | -                                                                          |                                                                            |
| Totale                                                                     |                                                                            | Presenze                                                                   | 121                                                                        |                                                                            | Reti                                                                       | 13                                                                         |                                                                            |

| Cronologia completa delle presenze e delle reti in nazionale ― Gran Bretagna | Cronologia completa delle presenze e delle reti in nazionale ― Gran Bretagna | Cronologia completa delle presenze e delle reti in nazionale ― Gran Bretagna | Cronologia completa delle presenze e delle reti in nazionale ― Gran Bretagna | Cronologia completa delle presenze e delle reti in nazionale ― Gran Bretagna | Cronologia completa delle presenze e delle reti in nazionale ― Gran Bretagna | Cronologia completa delle presenze e delle reti in nazionale ― Gran Bretagna | Cronologia completa delle presenze e delle reti in nazionale ― Gran Bretagna |
| Data                                                                         | Città                                                                        | In casa                                                                      | Risultato                                                                    | Ospiti                                                                       | Competizione                                                                 | Reti                                                                         | Note                                                                         |
| ---------------------------------------------------------------------------- | ---------------------------------------------------------------------------- | ---------------------------------------------------------------------------- | ---------------------------------------------------------------------------- | ---------------------------------------------------------------------------- | ---------------------------------------------------------------------------- | ---------------------------------------------------------------------------- | ---------------------------------------------------------------------------- |
| 25-7-2012                                                                    | Cardiff                                                                      | Gran Bretagna                                                                | 1 – 0                                                                        | Nuova Zelanda                                                                | Olimpiadi 2012 - Fase a gironi                                               | 1                                                                            |                                                                              |
| 28-7-2012                                                                    | Cardiff                                                                      | Gran Bretagna                                                                | 3 – 0                                                                        | Camerun                                                                      | Olimpiadi 2012 - Fase a gironi                                               | 1                                                                            |                                                                              |
| 31-7-2012                                                                    | Londra                                                                       | Gran Bretagna                                                                | 1 – 0                                                                        | Brasile                                                                      | Olimpiadi 2012 - Fase a gironi                                               | 1                                                                            |                                                                              |
| 3-8-2012                                                                     | Coventry                                                                     | Gran Bretagna                                                                | 0 – 2                                                                        | Canada                                                                       | Olimpiadi 2012 - Quarti di finale                                            | -                                                                            |                                                                              |
| 21-7-2021                                                                    | Sapporo                                                                      | Gran Bretagna                                                                | 2 – 0                                                                        | Cile                                                                         | Olimpiadi 2020 - Fase a gironi                                               | -                                                                            |                                                                              |
| 24-7-2021                                                                    | Sapporo                                                                      | Giappone                                                                     | 0 – 1                                                                        | Gran Bretagna                                                                | Olimpiadi 2020 - Fase a gironi                                               | -                                                                            |                                                                              |
| 30-7-2021                                                                    | Kashima                                                                      | Gran Bretagna                                                                | 3 – 4                                                                        | Australia                                                                    | Olimpiadi 2020 - Quarti di finale                                            | -                                                                            |                                                                              |
| Totale                                                                       |                                                                              | Presenze                                                                     | 7                                                                            |                                                                              | Reti                                                                         | 3                                                                            |                                                                              |

## Palmarès

### Club
- Campionato inglese: 3

Arsenal: 2011, 2012
Manchester City: 2016
- FA Women's Cup: 5

Arsenal: 2010-2011, 2012-2013
Manchester City: 2016-2017, 2018-2019, 2019-2020
- FA Women's League Cup: 7

Arsenal: 2011, 2012, 2013
Manchester City: 2014, 2016, 2018-2019, 2021-2022
- FA Women's National League Cup: 1

Leeds: 2009-2010

### Nazionale
- Cyprus Cup: 3
- 2009, 2013, 2015
- SheBelieves Cup: 1

2019